# 抵抗广场

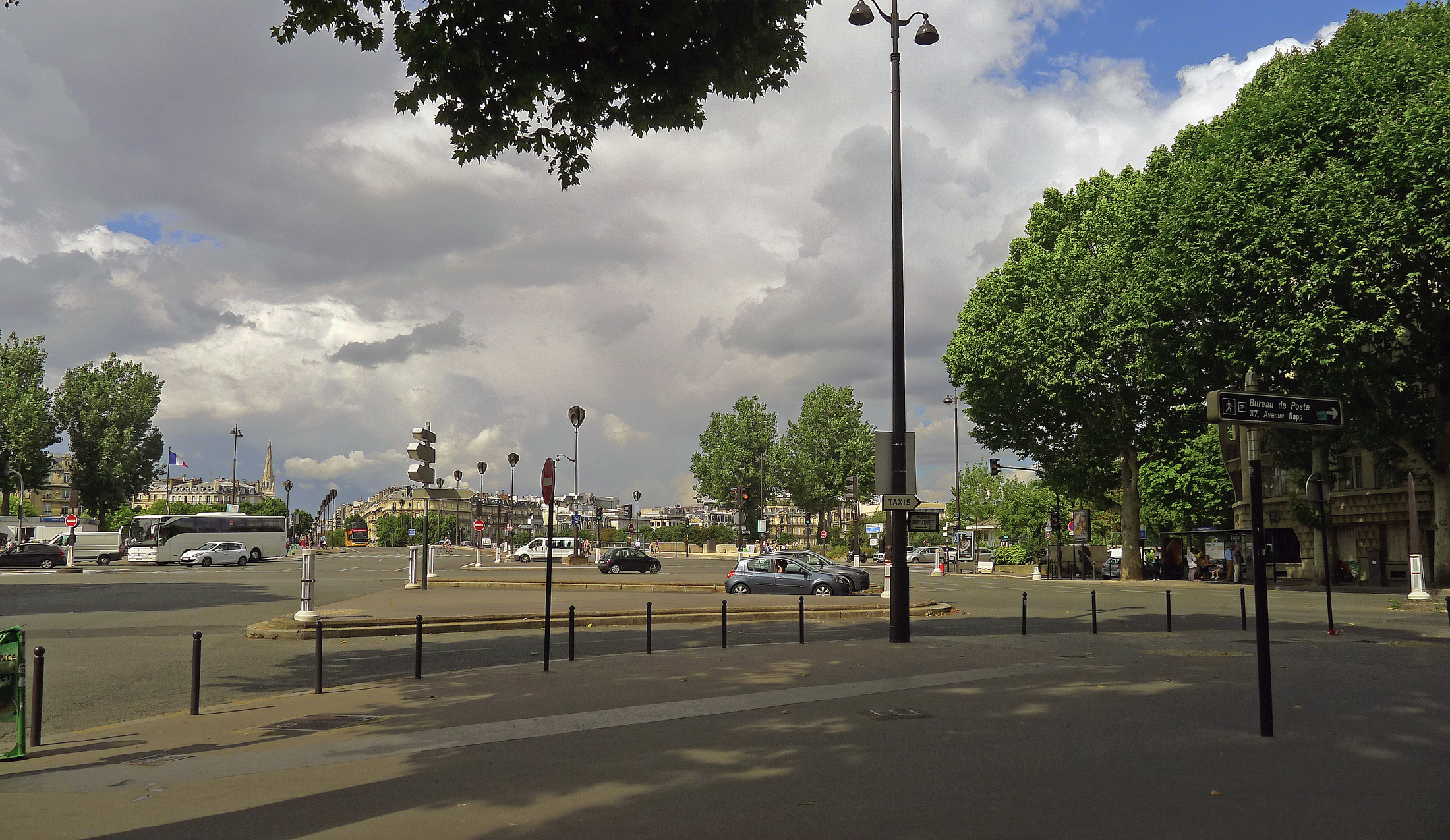

抵抗广场（Place de la Résistance）是巴黎第七区的一个广场，位于塞纳河左岸。数条道路交汇于此：
- 阿尔玛桥（pont de l'Alma），北侧；
- 奥赛堤岸（quai d'Orsay），东侧；
- quai Branly ，西侧；
- avenue Rapp ，西南侧；
- 博斯凯大街（Avenue Bosquet），东南侧；
- rue Cognacq-Jay。

抵抗广场附近的地铁站是阿尔玛-玛索站)（Alma - Marceau，9号线），以及阿尔玛桥站（Gare du Pont de l'Alma，大区快线C线）。

## 名称
广场是献给二战期间抵抗纳粹占领的两支法国军队（FFL和FFI）。

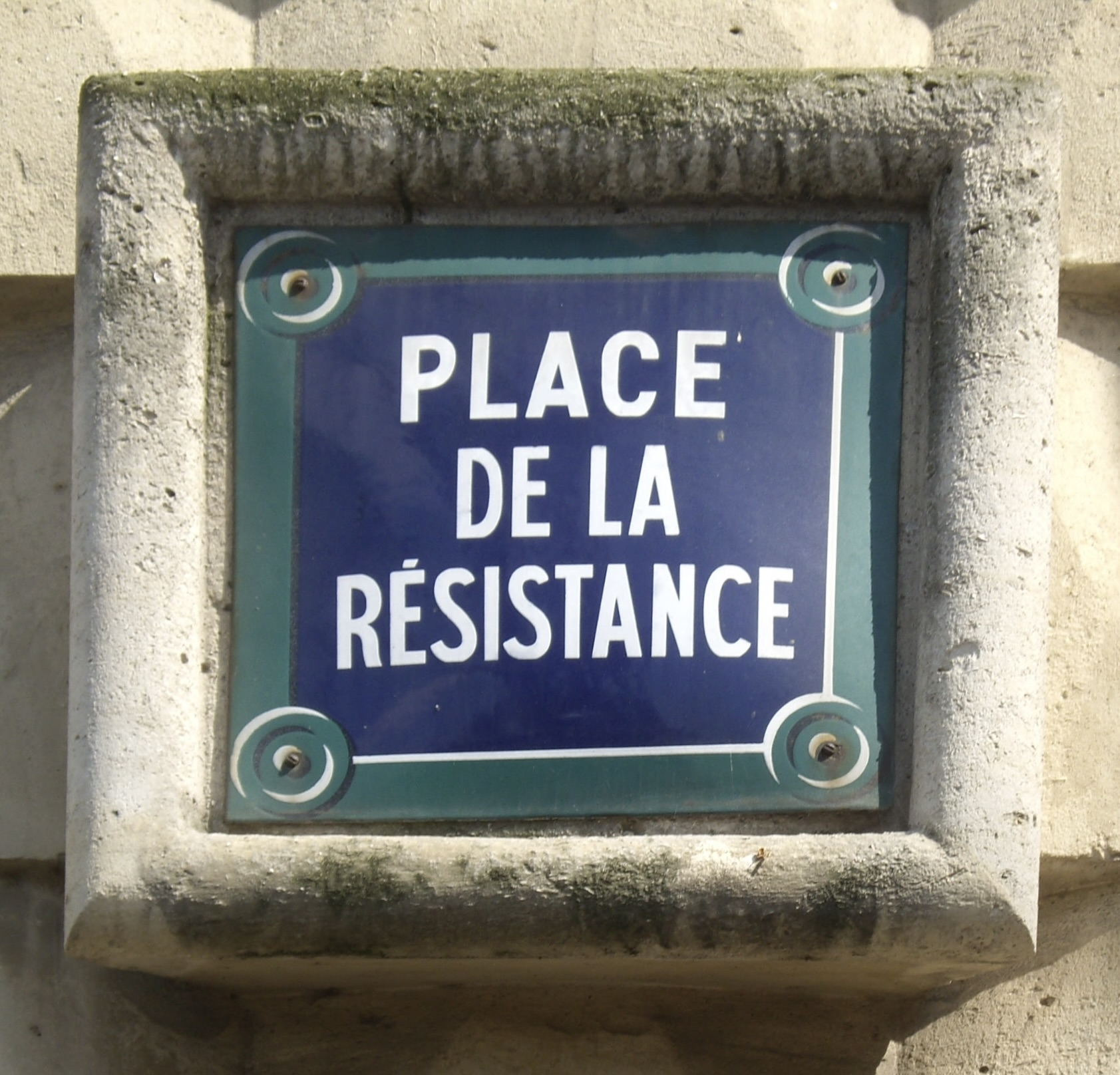
路牌
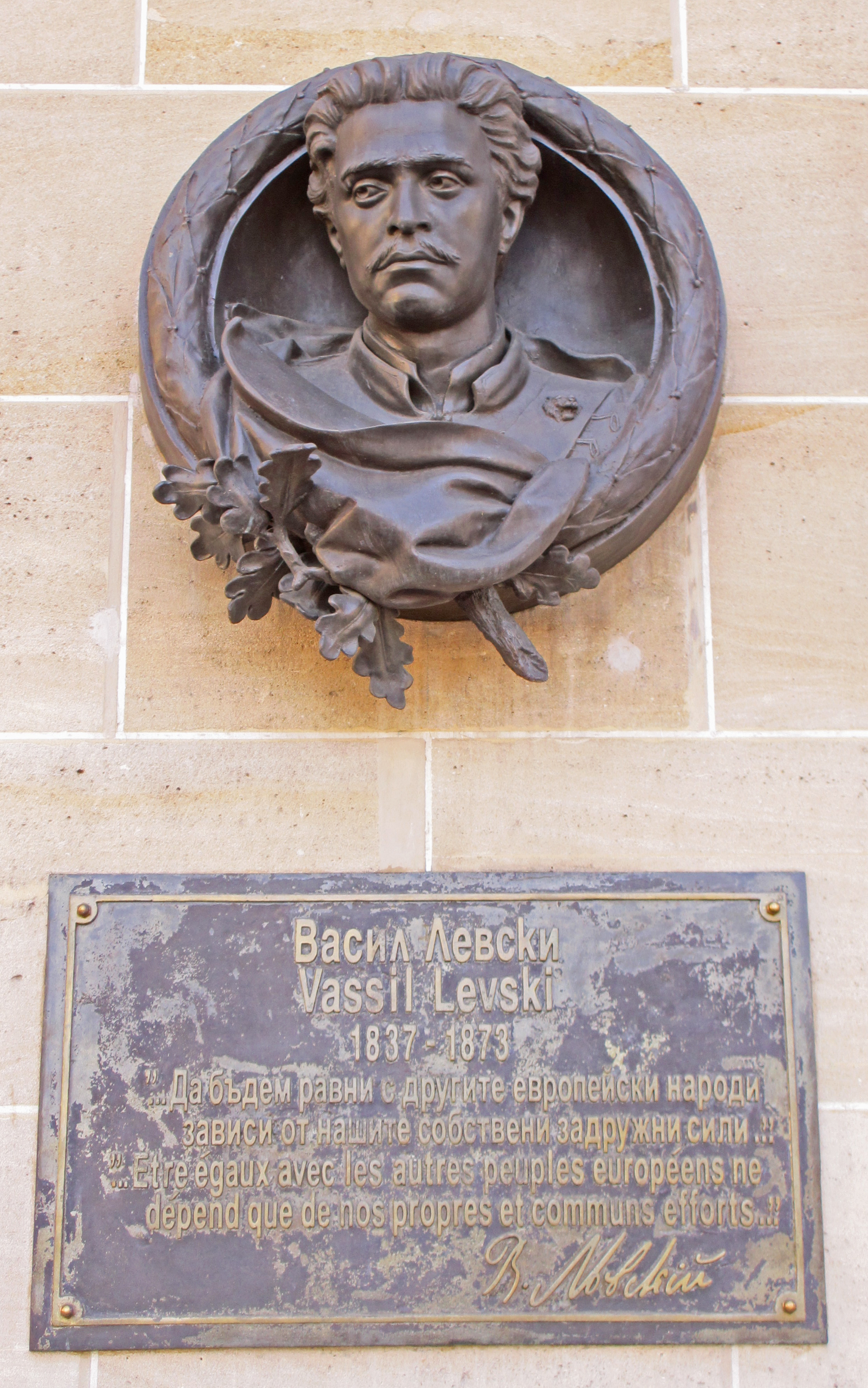

## 建筑
- 保加利亚驻法国大使馆